# Rudnik (Racibórz)
Pour les articles homonymes, voir Rudnik.
Rudnik est une localité polonaise et siège de la gmina qui porte son nom, située dans le powiat de Racibórz en voïvodie de Silésie.

## Histoire
De 1743 à 1945, Rudnick fait partie de l'arrondissement de Ratibor (de) dans le district d'Oppeln au sein la province de Silésie